# Amortyzator gumowy

Zależności modułu sprężystości (E) gumy od twardości i współczynnika kształtu (k)

Amortyzator gumowy

Amortyzator gumowy – element konstrukcyjny o właściwościach sprężysto-tłumiących wykonany z elastomeru (np. gumy).
Ponieważ guma jest praktycznie nieściśliwa, element sprężynujący gumowy powinien stykać się z innymi elementami konstrukcyjnymi tylko na powierzchniach przenoszących obciążenie, a pozostałe powierzchnie powinny być swobodne, tak aby element mógł się odkształcaćswobodnie. Elementy gumowe łączy się najczęściej z obciążającymi je elementami metalowymi przez przywulkanizowanie (wytrzymałość takiego połączenia jest bliska wytrzymałości gumy).

## Amortyzator gumowy walcowy
Ugięcie amortyzatora pod wpływem siły {\displaystyle F{:}}
{\displaystyle s={\frac {4Fh}{E_{obl}\pi d^{2}}}.}
Przy obciążeniach długotrwałych zaleca się by {\displaystyle s<0{,}1\,h.}
Siła dopuszczalna:
{\displaystyle F_{dop}={\frac {\pi d^{2}}{4}}\sigma _{dop}.}
Współczynnik kształtu:
{\displaystyle k={\frac {d}{4h}},}
gdzie:
{\displaystyle F} – siła rozciągająca/ściskająca [N],
{\displaystyle F_{dop}} – dopuszczalna siła rozciągająca/ściskająca [N],
{\displaystyle h} – wysokość walca [m],
{\displaystyle d} – średnica walca [m],
{\displaystyle E} – moduł Younga [Pa],
{\displaystyle k} – współczynnik kształtu (patrz wykres) [/],
{\displaystyle \sigma _{dop}} – naprężenia dopuszczalne dla gumy [Pa].